# Pendino
(Alberto Savinio)
Pendino è un quartiere storico di Napoli ed è compreso nella seconda municipalità del capoluogo insieme ad Avvocata, Montecalvario, Mercato, San Giuseppe e Porto.
Il quartiere confina con Porto, Mercato, San Lorenzo e San Giuseppe.

## Storia
Il quartiere ha origini antiche: già in età greca era compreso nelle mura, infatti lo testimoniano i resti di mura greche in piazza Vincenzo Calenda.
Testimonianza del periodo romano è il complesso termale in Vico dei Mannesi, scoperto dopo i bombardamenti del 1943 che distrussero la preesistente chiesa.
Nel medioevo è stato luogo della decapitazione di Corradino di Svevia, avvenuta il 29 ottobre 1268 in piazza del Mercato, nel Seicento fu il luogo da dove partì la rivolta di Masaniello, nel XX secolo fu gravemente danneggiato dai bombardamenti alleati e ricostruito.

## Monumenti e luoghi d'interesse
Giunti a piazza Nicola Amore, detta dei “Quattro Palazzi” per i quattro edifici gemelli che la formano, di gusto più raffinato rispetto agli altri episodi del Risanamento, si scende per via Duomo, passando accanto alla chiesa di San Giovanni a Mare, nota già nel XII secolo e restaurata nel 1878, e alla duecentesca chiesa di Sant‘Eligio.
Superato il quattrocentesco arco dell'orologio, si giunge a piazza del Mercato, sede di importanti eventi storici (l'esecuzione di Corradino di Svevia, la rivolta di Masaniello, il martirio degli eroi del ‘99), la cui forma attuale è progettata alla fine del XVIII secolo da Francesco Securo con fuoco sulla di Santa Croce al Mercato. Si è quindi alla chiesa del Carmine, dove si conservano il Cristo miracoloso e la tavola della Madonna della Bruna. Sul franco sinistro i resti delle arcate del chiostro, tagliato dalla via Marina, e quindi, isolate, la Porta del Carmine e la Torre della Spinella, unica testimonianza del castello abbattuto nel 1906. Tornati su Corso Umberto, per via del Lavinaio si giunge alla chiesa dell’Annunziata, ricostruita da Luigi e Carlo Vanvitelli (1760-1782) alla quale si accede dal vicolo posteriore. A sinistra Sant’Agostino della Zecca, fondata dagli eremitani nel XIV secolo, di Bartolomeo Picchiatti (1641-1697).
Pendino è uno dei quartieri più ricchi di architettura d'epoca e qui sono elencati i maggiori edifici e luoghi storici:
- Archivio di Stato di Napoli
- Basilica della Santissima Annunziata Maggiore
- Basilica santuario di Santa Maria del Carmine Maggiore
- Chiesa di Santa Croce e Purgatorio al Mercato
- Chiesa di Sant'Eligio Maggiore
- Chiesa di San Giorgio Maggiore
- Chiesa di San Severo al Pendino
- Chiesa di Sant'Agrippino a Forcella
- Chiesa di San Giovanni a Mare
- Complesso del Carminiello al Mercato
- Chiesa dell'Immacolata Concezione e San Gioacchino
- Chiesa di Sant'Alessio
- Chiesa di Santa Maria dell'Arco in via Soprammuro
- Chiesa di Santa Maria delle Grazie all'Orto del Conte
- Chiesa di Santa Maria di Piedigrotta al Lavinaio
- Chiesa di San Matteo Maggiore al Lavinaio
- Fontane-obelischi (in piazza Mercato, una sul lato ovest, l'altra sul lato est)
- Piazza del Mercato

## Viabilità e trasporti
|  | Il quartiere è servito dall'uscita del Corso Malta della Tangenziale poiché è la più vicina. |
|  | Il quartiere è servito dalla Linea 2 con la stazione di piazza Garibaldi, nonché dalla Linea 1 con le stazioni di Garibaldi e di Duomo. |
|  | Le arterie principali sono molte: Corso Umberto I (il Rettifilo), via Duomo, via Soprammuro (in napoletano ncopp' ê mmura, sopra le mura), Corso Garibaldi. Inoltre è composto da un numeroso dedalo di vicoli che fanno quasi tutti parte di Forcella e del Decumano maggiore e da molte piazze monumentali: piazza del Mercato, Piazza Nicola Amore (conosciuta come 'e quatto palazze, quattro palazzi), Piazza del Carmine, Piazza del Grande Archivio. |
|  | Sono presenti i normali bus di linea sia urbani che extraurbani e tram. |